# Polínský vrch
Polínský vrch je kopec sopečného původu v Tepelské vrchovině v okrese Plzeň-sever. Vrchol dosahuje nadmořské výšky 684,4 metru. Přímo přes něj vede hranice katastrálních území obce Krsy a její místní části Polínek.

## Historie
V první polovině osmdesátých let dvacátého století na Polínském vrchu objevili a částečně prozkoumali Jaroslav Bašta a Dara Baštová tři pravěká výšinná sídliště. Největší z nich se nacházelo na západním výběžku nad údolím Dolského potoka. Keramika zde nalezená pocházela ze staršího eneolitu, z období chamské kultury, pozdní doby halštatské a ze třináctého století. Druhé sídliště na severním výběžku vrchu mohlo být podle tvarů terénu opevněné, ale malé množství nálezů z lokality neumožnilo její datování. Třetí sídliště leželo na severním okraji vrcholové plošiny a osídleno bylo v době staršího eneolitu a snad i v pozdní době halštatské.

## Geologie a geomorfologie
Vrch je významným bodem a samostatnou částí geomorfologického podokrsku Úterská pahorkatina, kde je jejím nejvyšším vrcholem. Ta patří do geomorfologického okrsku Krasíkovská vrchovina, který je součástí podcelku Bezdružická vrchovina v Tepelské vrchovině. Má charakter stolové hory, která je pozůstatkem lávového příkrovu tvořeného nefelinickým bazanitem. Pod příkrovem se nachází starší fylitové podloží. Ve strmých svazích byl v první polovině dvacátého století otevřen lom na těžbu kamene určeného ke stavbě silnic, jehož až dvacet metrů vysoké stěny využívají horolezci a lze na nich pozorovat sloupcovou odlučnost horniny.

## Přístup
Vrch leží mimo značené turistické trasy, ale na vrchol vede neznačená lesní cesta, která odbočuje ze silnice z Polínek do Krs. Částečně odlesněné svahy a vrchol umožňují výhled k severu.